# Santa Fe de la Purísima
Santa Fe de la Purísima är en ort i Mexiko.   Den ligger i kommunen Cortazar och delstaten Guanajuato, i den centrala delen av landet, 220 km nordväst om huvudstaden Mexico City. Santa Fe de la Purísima ligger 1 747 meter över havet och antalet invånare är 1 030.
Terrängen runt Santa Fe de la Purísima är platt norrut, men söderut är den kuperad. Runt Santa Fe de la Purísima är det tätbefolkat, med 613 invånare per kvadratkilometer. Närmaste större samhälle är Celaya, 8,6 km öster om Santa Fe de la Purísima. Omgivningarna runt Santa Fe de la Purísima är en mosaik av jordbruksmark och naturlig växtlighet.